# Selección masculina de rugby 7 de Rumania
La selección masculina de rugby 7 de Rumania  es el equipo nacional de la modalidad de rugby 7 para competir en la Copa del Mundo, en la Serie Mundial y en torneos europeos.

## Palmarés
- Rugby Europe Sevens Trophy (2): 2012, 2018

## Participación en copas

### Copa del Mundo
- Edimburgo 1993: 17º puesto
- Hong Kong 1997: 13º puesto
- Mar del Plata 2001: no clasificó
- Hong Kong 2005: no clasificó
- Dubái 2009: no clasificó
- Moscú 2013: no clasificó
- San Francisco 2018: no clasificó

### Serie Mundial
- no ha clasificado

### Juegos Olímpicos
- Río 2016: no clasificó
- Tokio 2020: no clasificó